# Orlando Figes
Orlando Guy Figes (pronunciat Faidges) és un historiador i escriptor britànic conegut pels seus treballs sobre la història russa i europea. És professor d'història al Birkbeck College de la Universitat de Londres.
Figes és sobretot conegut pels seus treballs sobre la història russa, com ara A People's Tragedy (1996), Natasha's Dance (2002), The Whisperers: Private Life in Stalin's Russia (2007), Crimea (2010) i Just Send Me Word (2012). així com llibres sobre història europea, com ara The Europeans (2019). A People's Tragedy és un estudi de la Revolució Russa i combina la història social i política amb detalls biogràfics en una narració històrica.
Forma part del consell editorial de la revista Russian History, escriu per a la premsa internacional, emissions per televisió i ràdio, i fa ressenyes al The New York Review of Books, i és membre de la Royal Society of Literature.
Els seus llibres s'han traduït a més de trenta idiomes.

## Vida personal i educació
Nascut a Islington, al nord de Londres, Figes és fill de John George Figes i de l'escriptora feminista Eva Figes, la família jueva de la qual va fugir de l'Alemanya nazi el 1939. Va assistir a l'escola William Ellis al nord de Londres (1971–78) i va estudiar Història a Gonville and Caius College, Cambridge, i es va graduar el primer de la promoció amb una estrella doble el 1982. Va completar el seu doctorat al Trinity College de Cambridge, on va ser becari i professor d'història de 1984 a 1999 abans de succeir a Richard J. Evans com a professor d'història al Birkbeck College de la Universitat de Londres.
Figes està casat amb l'advocada de drets humans Stephanie Palmer, professora sènior de dret a la Universitat de Cambridge i advocada a Blackstone Chambers London. Tenen dues filles, Lydia i Alice. Viu a Londres i és eguidr del Chelsea Football Club. La seva germana gran era l'autora i editora Kate Figes, morta de càncer el 2019.
En una entrevista amb el periodista Andrew Marr el 1997, Figes es va descriure a si mateix com "un partidari del Partit Laborista i "una mica un home de Tony Blair ", tot i que va confessar, quan es tractava de la revolució, ser lleugerament promenxevic ".
El 13 de febrer de 2017, Figes va anunciar a Twitter que s'havia convertit en ciutadà alemany "perquè no vull ser un britànic del Brexit ".
Reparteix el seu temps entre les seves cases de Londres i Umbria a Itàlia.

## Obra publicada

### Obres sobre la revolució russa
Els tres primers llibres de Figes van ser sobre la Revolució Russa i la subsegüent Guerra Civil. Peasant Russia, Civil War (1989) va ser un estudi detallat de la pagesia a la regió del Volga durant la Revolució i la Guerra Civil (1917–21). Utilitzant els arxius soviètics de les petites localitats russes, Figes va posar èmfasi en la naturalesa autònoma de la revolució agrària durant els anys 1917-1918, mostrant com es va desenvolupar segons les nocions tradicionals camperoles de justícia social amb independència del govern provisional, els bolxevics o altres partits urbans. També va demostrar com la funció dels soviets rurals es va transformar en el transcurs de la Guerra Civil a mesura que van ser assumits per camperols i vilatans migrants més joves i més alfabetitzats, molts d'ells veterans de la Primera Guerra Mundial o soldats de l'Exèrcit Roig, que es van convertir en els buròcrates rurals de l'emergent règim bolxevic.
A People's Tragedy (1996) és una història panoràmica de la Revolució des de 1891 fins a la mort de Vladimir Lenin el 1924. Combina la història social i política i entrellaça a través de la narrativa pública les històries personals de diverses figures representatives, com Grigori Rasputin, l'escriptor Maxim Gorki, el príncep Georgi Lvov i el general Alexei Brusilov, així com camperols i obrers desconeguts. Figes va escriure que havia "intentat de presentar la revolució no com una marxa de forces i ideologies socials abstractes, sinó com un esdeveniment humà de complicades tragèdies individuals". Els crítics d'esquerra han representat a Figes com un conservador per la seva avaluació negativa de Lenin i el seu enfocament en l'individu i "la successió aleatòria d'esdeveniments atzarosos" més que en les accions col·lectives de les masses. Altres han situat Figes entre els historiadors anomenats "revisionistes" de la Revolució, que intenten explicar el seu desenvolupament polític en termes d'història social. El 2008, el Times Literary Supplement va enumerar A People's Tragedy com un dels "cent llibres més influents des de la guerra". L'any 2013, David Bowie va nomenar A People's Tragedy un dels seus "100 llibres preferits".
Interpreting the Russian Revolution: The Language and Symbols of 1917 (1999), escrit conjuntament amb Boris Kolonitskii, analitza el llenguatge polític, les cançons revolucionàries, els símbols visuals i les idees històriques que van animar les multituds revolucionàries de 1917.
Revolutionary Russia: 1891–1991, és una breu introducció al tema publicada com a part del rellançament de Pelican Books al Regne Unit l'any 2014. En ella, Figes defensa la necessitat de veure la revolució russa en un període més llarg del que la majoria dels historiadors han permès. Afirma que el seu objectiu és “trazar cent anys d'història com un únic cicle revolucionari. En aquest relat, la Revolució comença al segle xix (i més concretament el 1891, quan la reacció del públic davant la crisi de la fam la va posar per primera vegada en un camí de col·lisió amb l'autocràcia) i acaba amb l'enfonsament del règim soviètic el 1991.'

### Natasha's Dance (La dansa de Natasha)i la història cultural russa
Publicat l'any 2002, Natasha's Dance és una àmplia història cultural de Rússia des de l'edifici de Sant Petersburg durant el regnat de Pere el Gran a principis del segle xviii. Prenent el títol d'una escena de Guerra i pau de Tolstoi, on la jove comtessa Natasha Rostova balla intuïtivament una dansa pagesa, explora les tensions entre els elements europeus i populars de la cultura russa i examina com el mite de "l'ànima russa". " i la pròpia idea de "rusisme" han estat expressades per escriptors, artistes, compositors i filòsofs russos.
Figes també ha escrit assaigs sobre diverses figures culturals russes, com Leo Tolstoi, Dmitri Xostakóvitx, Sergei Prokófiev i Andrei Platonov. El 2003 va escriure i va presentar un documental de televisió per a la BBC, The Tsar's Last Picture Show, sobre el fotògraf pioner en color a la Rússia tsarista Sergei Prokudin-Gorsky.

### The Whisperers (Els xiuxiuejants)
El seu llibre The Whisperers va seguir l'enfocament de la història oral. En col·laboració amb la Memorial Society, una organització defensora dels drets humans sense ànim de lucre, Figes va reunir diversos centenars d'arxius familiars privats de cases de tota Rússia i va dur a terme més d'un miler d'entrevistes amb supervivents i perpetradors de les repressions estalinistes. Arxivats a la Memorial Society de Moscou, Sant Petersburg i Perm, molts d'aquests valuosos materials de recerca estan actualment disponibles en línia.
Traduït a més de vint idiomes, The Whisperers va ser descrit per Andrey Kurkov com "un dels millors monuments literaris al poble soviètic " En ell Figes va subratllar la importància dels testimonis orals per a la recuperació de la història de la repressió. a l'antiga Unió Soviètica. Tot i que va admetre que, "com tota memòria, el testimoni donat en una entrevista no és fiable", va dir que el testimoni oral "es pot interrogar i contrastar amb altres proves".
The Whisperers tracta principalment de l'impacte de la repressió en la vida privada. Examina la influència del règim soviètic i les seves campanyes de terror en les relacions familiars, les emocions i les creences, les opcions morals, els problemes d'identitat personal i social i la memòria col·lectiva. Segons Figes, "el poder real i el llegat durador del sistema estalinista no es trobaven ni en les estructures de l'estat, ni en el culte al líder, sinó, com va remarcar una vegada l'historiador rus Mikhail Gefter, "en l'estalinisme que va entrar en tots nosaltres”.
The Whisperers inclou un estudi detallat de l'escriptor soviètic Konstantin Simonov, que es va convertir en una figura destacada de la Unió d'Escriptors Soviètics i un propagandista de la campanya "anticosmopolita" durant els últims anys de Stalin. Figes va recórrer a les seccions tancades de l'arxiu de Simonov a l'Arxiu Estatal de Literatura i Art de Rússia i als arxius de la dona i el fill del poeta per elaborar el seu estudi sobre aquesta gran figura de l'establishment soviètic.

### Just Send Me Word (Sols dona'm notícies)
Publicat el 2012, Just Send Me Word és una història real basada en 1.246 cartes clandestinament entrades i sortides del camp de treball de Pechora entre 1946 i 1955, entre Lev Mishchenko (un presoner) i Svetlana Ivanova (la seva xicota a Moscou). Hi ha 647 cartes de Lev a Svetlana, i 599 d'ella a ell. Formen part d'un arxiu familiar descobert per la Memorial Society i lliurat en tres baguls a les seves oficines de Moscou el 2007. Les cartes són la col·lecció més gran coneguda de correspondència privada del Gulag, segons la Memorial Society.
Figes va tenir accés exclusiu a les cartes i altres parts de l'arxiu, que també es basa en entrevistes a la parella quan tenien noranta anys, i als arxius del propi camp de treball. Figes va recaptar el finançament per a la transcripció de les cartes, que es troben a la Memorial Society de Moscou i són disponibles per als investigadors des del 2013. Segons Figes, "Les cartes de Lev són l'únic registre important en temps real de la vida diària al Gulag que hagi mai sortit a la llum".
El llibre explica la història de Lev i Svetlana, que es van conèixer com a estudiants a la Facultat de Física de la Universitat de Moscou el 1935. Separats per la Segona Guerra Mundial l'any 1941, quan Lev va ser enrolat a l'Exèrcit Roig, van prendre contacte l'any 1946, quan ell va escriure des de Pechora. Figes utilitza les cartes per explorar les condicions del camp de treball i per explicar la història d'amor, que va acabar el 1955 amb l'alliberament de Lev i el matrimoni amb Svetlana. El llibre documenta cinc viatges il·legals fets per Svetlana per visitar Lev, introduint-se de contraban al camp de treball.
El títol del llibre està extret del poema "En somnis" d'Anna Akhmatova, que a la traducció de DM Thomas diu: "Separació negra i duradora/ Jo comparteixo igualment amb tu/ Per què plorar? Dona'm la mà/ Promesa tornar a aparèixer en un somni./ Tu i jo som com dues muntanyes/ I en aquest món no ens podem trobar./ Sols dona'm notícies/ A mitjanit en algun moment a través de les estrelles".
En un article al Financial Times, Simon Sebag Montefiore va dir que Just Send Me Word és "una contribució única al coneixement sobre els Gulag, així com un estudi del poder universal de l'amor". Diversos crítics van destacar les qualitats literàries del llibre, assenyalant que "es llegeix com una novel·la".
Just Send Me Word s'ha traduït a l'alemany, francès, italià, castellà, holandès, polonès, suec, portuguès, noruec, finès, danès, japonès, coreà i xinès.

### Crimea: The Last Crusade (Crimea: l'última creuada)
Crimea: The Last Crusade és una història panoràmica de la guerra de Crimea de 1853–56. A partir d'arxius russos, francesos i otomans i britànics, combina la història militar, diplomàtica, política i cultural, examinant com la guerra va deixar una empremta duradora en la consciència nacional de Gran Bretanya, França, Rússia i Turquia. Figes situa la guerra en el context de la qüestió oriental, els problemes diplomàtics i polítics provocats per la decadència de l'Imperi Otomà. En particular, subratlla la importància de la lluita religiosa entre Rússia com a defensora dels ortodoxos i França com a protectora dels catòlics a l'Imperi Otomà. Enquadra la guerra dins d'una història més llarga de conflicte religiós entre cristians i musulmans als Balcans, al sud de Rússia i al Caucas que continua fins als nostres dies. Figes subratlla el motiu religiós del tsar Nicolau I en la seva audaç decisió d'anar a la guerra, argumentant que Nicolau es va veure influenciat per les idees dels paneslaus d'envair Moldàvia i Valàquia i fomentar les revoltes eslaus contra els otomans, malgrat la seva adhesió anterior als principis legitimistes de la Santa Aliança. També mostra com França i Gran Bretanya es van veure atrets a la guerra per les idees populars de russofòbia que van arrasar Europa arran de les revolucions de 1830 i 1848. Com va escriure un crític, Figes mostra "com la guerra freda de l'època soviètica es va congelar per les falles fonamentals que s'havien obert al segle XIX".

### The Europeans (Els europeus)
The Europeans: Three Lives and the Making of a Cosmopolitan Culture és una història panoràmica de la cultura europea del segle xix explicada a través de les biografies de Pauline Viardot, la cantant d'òpera, compositora i amfitriona, el seu marit Louis Viardot, expert en art i director de teatre, i l'escriptor rus Ivan Turgueniev, que va tenir una llarga història d'amor amb Pauline Viardot i va viure amb la parella en un ménage à trois durant més de vint anys. Van viure en diverses èpoques a París, Baden-Baden, Londres, Courtavenel i Bougival.
Figes argumenta que una cultura paneuropea formada a través de les noves tecnologies (especialment els ferrocarrils i la impressió litogràfica), els viatges de masses a l'estranger, les forces del mercat i el desenvolupament dels drets d'autor internacionals, van permetre als escriptors, artistes i compositors, així com als seus editors, entrar als mercats estrangers a través de l'augment de les traduccions literàries, les companyies itinerants i l'edició internacional. En el conjunt del continent, les arts es van convertir així en "una força unificadora entre les nacions" que va portar a l'aparició d'un "cànon" europeu modern, de manera que, el 1900, "es llegien els mateixos llibres arreu del continent, es reproduïen les mateixes pintures, es tocava la mateixa música a casa o a les sales de concert, i es representaven les mateixes òperes a tots els grans teatres d'Europa".
The Europeans es va publicar al Regne Unit el setembre de 2019. A un article a The Guardian, William Boyd el va descriure com "magistral, seductor, fet de recerca, una història d'un continent en constant canvi". A The Telegraph, Rupert Christiansen el va descriure com "oportú, brillant i molt divertit: un llibre magníficament humà, escrit amb una gràcia subtil però fermament aguantat per una erudició meticulosa".

## Opinions sobre la política russa
Figes ha estat crític amb el govern de Vladimir Putin, en particular al·legant que Putin ha intentat rehabilitar Joseph Stalin i imposar la seva pròpia agenda a l'ensenyament de la història a les escoles i universitats russes. Participa en una escola internacional d'estiu per a professors d'història a les universitats russes organitzada per la European University of St Petersburg, un centre de renovació intel·lectual i de formació amb diversos programes educatius de nivell superior, entre els quals destaca el Màster de Disseny Urbà dirigit per l'arquitecte català Enric Massip-Bosch i la sociòloga Olga Sezneva, acreditat per la Universitat Politècnica de Catalunya.
El 4 de desembre de 2008, la policia va assaltar les oficines de la Memorial Society de Sant Petersburg. Tot l'arxiu electrònic del Memorial a Sant Petersburg, inclosos els materials recollits amb Figes per a The Whisperers, va ser confiscat per les autoritats. Figes va condemnar l'atac policial, acusant les autoritats russes d'intentar rehabilitar el règim stalinista. Figes va organitzar una carta de protesta oberta al president Dmitry Medvedev i a altres líders russos, que va ser signada per diversos centenars d'acadèmics destacats d'arreu del món. Després de diverses audiències judicials, els materials finalment van ser retornats a Memorial el maig de 2009.
Figes també ha condemnat la detenció per part de l'FSB de l'historiador Mikhail Suprun com a part d'una "campanya de Putin contra la llibertat d'investigació i expressió històrica".
El desembre de 2013, Figes va escriure un llarg article a la revista nord-americana Foreign Affairs sobre les manifestacions d'Euromaidan a Kíev suggerint que un referèndum sobre la política exterior d'Ucraïna i la possible partició del país podria ser una alternativa preferible a la possibilitat d'una guerra civil i una intervenció militar de Rússia.

## Treball al cinema i la televisió
Figes ha contribuït amb freqüència a emissions de ràdio i televisió al Regne Unit i a tot el món. El 1999 va escriure una sèrie de televisió educativa de sis parts sobre la història del comunisme sota el títol Red Chapters. Produïdes per Opus Television i emeses al Regne Unit, les pel·lícules de 25 minuts van presentar punts d'inflexió en la història de la Rússia soviètica, la Xina i Cuba. El 2003 va escriure i presentar un documental de televisió per a la BBC, The Tsar's Last Picture Show, sobre el fotògraf pioner en color a Rússia Sergei Prokudin-Gorsky. El 2007 va escriure i presentar a la ràdio dos programes de la sèrie Archive Hour de 60 minuts titulats Stalin's Silent People que utilitzaven gravacions del seu projecte d'història oral amb el Memorial i que van formar la base del seu llibre The Whisperers. Els programes estan disponibles al web de Figes.
Figes va ser l'assessor històric de la pel·lícula Anna Karenina (2012), dirigida per Joe Wright, protagonitzada per Keira Knightley i Jude Law amb un guió de Tom Stoppard. També se'l va acreditar com a consultor històric de la sèrie de televisió Guerra i pau de la BBC del 2016 dirigida per Tom Harper amb un guió d' Andrew Davies. Entrevistat pel Sunday Telegraph, Figes va defensar la sèrie davant les crítiques que era "massa Jane Austen" i "massa anglesa".

## Adaptacions teatrals
The Whisperers de Figes va ser adaptat i interpretat per Rupert Wickham com Stalin's Favorite. Basada en el retrat de Figes de l'escriptor Konstantin Simonov, l'obra es va representar al National Theatre de Londres seguida d'una temporada d'actuacions a l' Unicorn Theatre de Londres.

## Polèmica sobre les ressenyes d'Amazon
El 2010, Figes va publicar diverses ressenyes pseudònimes al web britànic de la llibreria en línia Amazon on va criticar els llibres d'altres dos historiadors britànics de Rússia, Robert Service i Rachel Polonsky, alhora que elogiava els seus propis llibres, entre d'altres. Inicialment va negar la responsabilitat de les revisions, va amenaçar amb accions legals contra els que van suggerir que era el seu autor. L'advocat de Figes més tard va emetre una declaració dient que l'esposa de Figes havia escrit les revisions, però en una declaració posterior Figes va admetre "total responsabilitat" per les revisions, acceptant pagar les despeses legals i els danys i perjudicis a Polonsky i Service, que el van demandar per difamació.

## Premis i reconeixements
- 1997 – Wolfson History Prize A People's Tragedy: The Russian Revolution 1891–1924
- 1997 – Premi literari WH Smith Una tragèdia popular: la revolució russa 1891–1924
- 1997 – NCR Book Award A People's Tragedy: The Russian Revolution 1891–1924
- 1997 – Premi del llibre Longman-History Today Una tragèdia popular: la revolució russa 1891–1924
- 1997 – Premi del llibre Los Angeles Times Una tragèdia popular: la revolució russa 1891–1924
- 2009 – Premi Przeglad Wschodni La dansa de Natasha: una història cultural de Rússia.[19]
- 2021 – Premi Antonio Delgado (Espanya), Els europeus: tres vides i la creació d'una cultura cosmopolita[46]

## Obra
- Rússia camperola, Guerra Civil: el camp del Volga a la revolució, 1917–21, 1989,ISBN 0-19-822169-X
- Una tragèdia popular: la revolució russa 1891–1924, Londres: Jonathan Cape, 1996,ISBN 0-7126-7327-X
- Amb Boris Kolonitskii: Interpretació de la revolució russa: el llenguatge i els símbols de 1917, 1999,ISBN 0-300-08106-5
- La dansa de Natasha: una història cultural de Rússia, 2002,ISBN 0-14-029796-0
- The Whisperers: Private Life in Stalin's Russia, 2007,ISBN 978-0-8050-7461-1 ,ISBN 0-8050-7461-9 ,ISBN 978-0-8050-7461-1 ,ISBN 0-8050-7461-9
- Crimea: The Last Crusade, Allen Lane, 2010.ISBN 978-0-7139-9704-0 ISBN 978-0-7139-9704-0
- Envia'm la paraula: una història real d'amor i supervivència al Gulag, Metropolitan Books, 2012.ISBN 978-0-8050-9522-7 ISBN 978-0-8050-9522-7
- Rússia revolucionària, 1891–1991, Metropolitan Books, 2014,ISBN 9780805091311
- Rússia revolucionària, 1891–1991, Pelican Books, 2014,ISBN 978-0141043678
- The Europeans: Three Lives and the Making of a Cosmopolitan Culture, Nova York: Henry Holt and Co. 2019,ISBN 9781627792141